# Apeadeiro de Vale de Éguas
O Apeadeiro de Vale de Éguas foi uma interface da Linha do Algarve que servia a localidade de Vale de Éguas, no Município de Loulé, em Portugal.

## História
Este apeadeiro situava-se no lanço da Linha do Algarve entre Tunes e Faro, que foi inaugurado em 1 de Julho de 1889.